# Etruskische Zahlwörter
Etruskische Zahlwörter der etruskischen Sprache sind bis jetzt in vier grundlegenden Formen bekannt:
1. Grundzahlen (Kardinalzahlen) (eins, zwei, drei, …)
2. Ordnungszahlen (Ordinalzahlen) (der erste, der zweite, der dritte, …)
3. Wiederholungszahlen (Iterativzahlen) (einmal, zweimal, dreimal, …)
4. Gesellschaftszahlen (Soziativzahlen) (allein, zu zweit, zu dritt, …)

Von manchen Zahlwörtern sind einzelne Formen des Kasus bekannt.
Epigraphisch überliefert sind etwa 40 verschiedene Zahlwörter, dargestellt in Lautschrift mit etruskischen Buchstaben.
Die Zahlwörter sind im Folgenden mit lateinischen Buchstaben gemäß nebenstehender Tabelle wiedergegeben.

Etruskische Schriftzeichen

Die Auflistungen orientieren sich an Massimo Pittau (1997) und Bofante/Bofante (2002).

## Zahlwörter von 1 bis 10
Die Zahlwörter für die Zahlen 4 und 6 sind nicht gesichert.
| Wert | Zahlzeichen | Kardinalzahl   | Ordinalzahl      | Iterativzahl | Soziativzahl |
| ---- | ----------- | -------------- | ---------------- | ------------ | ------------ |
| 1    | 𐌠           | thu(n), tu(n)  | thunśna, thunina | thunz        | thunur       |
| 2    | 𐌠𐌠          | zal, sal, esal |                  | eslz         | zelur        |
| 3    | 𐌠𐌠𐌠         | ki, ci         | kisne, ceanu     | ciz, cizi    |              |
| 4    | 𐌠𐌠𐌠𐌠        | huth, hut ?    |                  | huthz ?      |              |
| 5    | 𐌡           | mach, mac      |                  |              |              |
| 6    | 𐌠𐌡          | śa, sa ?       |                  |              |              |
| 7    | 𐌠𐌠𐌡         | semph          |                  |              |              |
| 8    | 𐌠𐌠𐌠𐌡 (𐌢𐌠𐌠)  | cezp           |                  | cezpz        |              |
| 9    | 𐌠𐌠𐌠𐌠𐌡 (𐌢𐌠)  | nurph          |                  | nurphzi      |              |
| 10   | 𐌢           | śar, sar, zar  | śarsnach         |              |              |

Etruskische Zahlenzeichen und Buchstaben wurden linksläufig, d. h. von rechts nach links geschrieben.
Eine Subtraktionsregel für I vor X ist belegt, kam aber nicht konsequent zur Anwendung.
| Wert | Zahlzeichen | Kardinalzahl   | Genitiv         | Dativ  | Akkusativ   |
| ---- | ----------- | -------------- | --------------- | ------ | ----------- |
| 1    | 𐌠           | thu(n), tu(n)  | thunś, thunsis  | uni    | thun, thuni |
| 2    | 𐌠𐌠          | zal, sal, esal | esals           |        | zal         |
| 3    | 𐌠𐌠𐌠         | ki, ci         | cis, ciś        |        | ci          |
| 4    | 𐌠𐌠𐌠𐌠        | huth, hut ?    | huths, huthiś ? | huti ? | huth ?      |
| 5    | 𐌡           | mach, mac      | machs, maths    |        | mach        |
| 6    | 𐌠𐌡          | śa, sa ?       | śas ?           |        |             |
| 7    | 𐌠𐌠𐌡         | semph          | semphś          |        | semph       |
| 8    | 𐌠𐌠𐌠𐌡 (𐌢𐌠𐌠)  | cezp           |                 |        |             |
| 9    | 𐌠𐌠𐌠𐌠𐌡 (𐌢𐌠)  | nurph          |                 |        |             |
| 10   | 𐌢           | śar, sar, zar  | śaris           |        |             |

## Zahlwörter über 10
Aufgelistet sind ausschließlich epigraphisch belegte Zahlwörter.
Eine Subtraktionsregel für 𐌢 vor 𐌣 ist belegt, kam aber nicht konsequent zur Anwendung.
| Wert | Zahlzeichen           | Kardinalzahl            | Wortbildung           |
| ---- | --------------------- | ----------------------- | --------------------- |
| 13   | 𐌠𐌠𐌠𐌢                  | ci śar                  | drei (und) zehn       |
| 14   | 𐌠𐌠𐌠𐌠𐌢                 | huthzar ?               | vier (und) zehn ?     |
| 17   | 𐌠𐌠𐌡𐌢                  | ciem zathrum            | drei weniger zwanzig  |
| 18   | 𐌠𐌠𐌠𐌡𐌢 (𐌢𐌠𐌠𐌢)          | eslem zathrum           | zwei weniger zwanzig  |
| 19   | 𐌠𐌠𐌠𐌠𐌡𐌢 (𐌢𐌠𐌢)          | thunem zathrum          | eins weniger zwanzig  |
| 20   | 𐌢𐌢                    | zathrum                 | von zal (zwei)        |
| 23   | 𐌠𐌠𐌠𐌢𐌢                 | ci zathrum              | drei (und) zwanzig    |
| 24   | 𐌠𐌠𐌠𐌠𐌢𐌢                | huth zathrum ?          | vier (und) zwanzig ?  |
| 25   | 𐌡𐌢𐌢                   | mach zathrum            | fünf (und) zwanzig    |
| 27   | 𐌠𐌠𐌡𐌢𐌢                 | ciem calch, ciem cealch | drei weniger dreißig  |
| 28   | 𐌠𐌠𐌠𐌡𐌢𐌢 (𐌢𐌠𐌠𐌢𐌢, 𐌢𐌢𐌠𐌠𐌢) | eslem cealch            | zwei weniger dreißig  |
| 29   | 𐌠𐌠𐌠𐌠𐌡𐌢𐌢 (𐌢𐌠𐌢𐌢, 𐌢𐌢𐌠𐌢)  | thunem cialch           | eins weniger dreißig  |
| 30   | 𐌢𐌢𐌢                   | calch, cealch, cialch   | -alch entspricht -zig |
| 33   | 𐌠𐌠𐌠𐌢𐌢𐌢                | ci cealch               | drei (und) dreißig    |
| 40   | 𐌢𐌢𐌢𐌢                  | huthalch ?              | vier-zig ?            |
| 49   | 𐌠𐌠𐌠𐌠𐌡𐌢𐌢𐌢𐌢 (𐌢𐌢𐌢𐌢𐌠𐌢)    | thunem muvalch          | eins weniger fünfzig  |
| 50   | 𐌣                     | muvalch, machalch       | fünf-zig              |
| 53   | 𐌠𐌠𐌠𐌣                  | ci muvalch              | drei (und) fünfzig    |
| 54   | 𐌠𐌠𐌠𐌠𐌣                 | huth muvalch ?          | vier (und) fünfzig ?  |
| 60   | 𐌢𐌣                    | sealch ?                | sechs-zig ?           |
| 65   | 𐌡𐌢𐌣                   | mach sealch ?           | fünf (und) sechzig ?  |
| 70   | 𐌢𐌢𐌣                   | semphalch               | sieben-zig            |
| 75   | 𐌡𐌢𐌢𐌣                  | mach semphalch          | fünf (und) siebzig    |
| 80   | 𐌢𐌢𐌢𐌣                  | cezpalch                | acht-zig              |
| 82   | 𐌠𐌠𐌢𐌢𐌢𐌣                | esal cezpalch           | zwei (und) achtzig    |
| 85   | 𐌡𐌢𐌢𐌢𐌣                 | mach cezpalch           | fünf (und) achtzig    |
| 90   | 𐌢𐌢𐌢𐌢𐌣                 | nurphalch               | neun-zig              |

Die Zahlwörter für 18 und 19 werden im Lateinischen auf gleiche Weise wie im Etruskischen gebildet. XVIII ist duodeviginti und bedeutet zwei von zwanzig herab,
XIX ist undeviginti und bedeutet eins von zwanzig herab. Dagegen wird 17 nur im Etruskischen subtraktiv gebildet. Die genaue Bedeutung der -de- entsprechenden etruskischen Endung -em ist nicht bekannt, dürfte aber eine subtraktive Bedeutung haben.
Von manchen Zahlwörtern über 10 ist der Genitiv-Kasus überliefert. Es wird entweder wie bei den Zahlwörtern bis 10 die Endung -(i)s angehängt oder die Endung -ch durch -th(a)ls ersetzt.
| Wert | Zahlzeichen | Kardinalzahl            | Genitiv                                            |
| ---- | ----------- | ----------------------- | -------------------------------------------------- |
| 13   | 𐌠𐌠𐌠𐌢        | ci śar                  | ciś śariś                                          |
| 14   | 𐌠𐌠𐌠𐌠𐌢       | huthzar ?               | huthzars ?                                         |
| 18   | 𐌠𐌠𐌠𐌡𐌢       | eslem zathrum           | eslem zathrumiś                                    |
| 20   | 𐌢𐌢          | zathrum                 | zathrm(i)s, zathrum(i)ś                            |
| 23   | 𐌠𐌠𐌠𐌢𐌢       | ci zathrum              | cis zathrmisc                                      |
| 24   | 𐌠𐌠𐌠𐌠𐌢𐌢      | huth zathrum ?          | huthiś zathrumiś ?                                 |
| 27   | 𐌠𐌠𐌡𐌢𐌢       | ciem calch, ciem cealch | ciem cealthls, ciem cealchus                       |
| 29   | 𐌠𐌠𐌠𐌠𐌡𐌢𐌢     | thunem cialch           | thunem cialchus                                    |
| 30   | 𐌢𐌢𐌢         | calch, cealch, cialch   | cealth(u)s, cealthuś, cealthuz, cialthuś, cealthls |
| 50   | 𐌣           | muvalch, machalch       | muvalthls                                          |
| 60   | 𐌢𐌣          | sealch ?                | śealthls ?                                         |
| 65   | 𐌡𐌢𐌣         | mach sealch ?           | machs śealchls ?                                   |
| 70   | 𐌢𐌢𐌣         | semphalch               | semphalthls                                        |
| 80   | 𐌢𐌢𐌢𐌣        | cezpalch                | cezpalthals                                        |
| 82   | 𐌠𐌠𐌢𐌢𐌢𐌣      | esal cezpalch           | esals cezpalchals                                  |

Bekannt ist offenbar nur eine Ordinalzahl über 10.
| Wert | Zahlzeichen | Kardinalzahl | Ordinalzahl |
| ---- | ----------- | ------------ | ----------- |
| 20   | 𐌢𐌢          | zathrum      | zathrumsne  |

## Zuordnung der Zahlwörter
Bekannt sind ausgeschriebene Zahlwörter aus Altersangaben zu den Verstorbenen in Grabinschriften und aus Kalenderdaten in den Agramer Mumienbinden, dem umfangreichsten erhaltenen Text der etruskischen Sprache. Das Problem ist, welchen Zahlenwert die Zahlwörter angeben. Hans Lorenz Stoltenberg lieferte zu dieser Problemstellung einen maßgeblichen Beitrag und erkannte folgendes: Offensichtlich werden die Zehner mit der Endung -alch aus den Einern gebildet. Nur zu zal heißt der Zehner zathrum. Die Einer werden durch Voranstellung zu den Zehnern addiert oder sie werden durch -em abgezogen. Die drei abzuziehenden Zahlwörter müssen also den kleinsten Werten entsprechen. Von diesen drei Zahlen ist thu die 1, weil die beiden anderen mit Hauptwörtern im Plural verbunden werden und von ihnen Zehnerzahlen gebildet werden, von thu nicht. Der Zehnername zathrum wird anders gebildet als alle anderen. Das spricht für 20, da eine bei 30 abweichende Form sehr ungewöhnlich wäre. In einem Kalendarium tritt huth, das größer als 3 ist, nur mit zathrum, nicht aber mit cialch auf, da eine Zahl größer als 33 nicht vorkommen kann. Also ist zal die 2 und ci die 3.
Einen Gesichtspunkt für die Ordnung der Zahlen von 4 bis 6 fand Stoltenberg in der Sterblichkeit der Jahrzehnte von 40 bis 60. Die Sterblichkeitskurve wurde mit Hilfe der Inschriften, auf denen das Lebensalter in Ziffern angegeben ist, ermittelt. Der Höhepunkt lag demnach in dem Jahrzehnt von 50 bis 60. Da in dem Jahrzehnt muvalch die meisten Sterbefälle auftraten, muss muvalch 50 bedeuten und demnach ist mach die 5. Aus der weiteren Verteilung der Sterbedaten schloss Stoltenberg, dass sealch 60 und huthalch 40 sein muss. Dementsprechend ist huth die 4 und śa die 6. Die Zahlwörter semph, cezp, nurph und śar identifizierte er mit 7, 8, 9 und 10. Hinsichtlich der Zuordnung der Zahlwörter herrscht heute weitest gehend Übereinstimmung. Die Identifizierung von 4 mit huth und 6 mit śa ist dagegen immer noch strittig. 
| Zahl     | 1   | 2   | 3  | 4      | 5    | 6    | 7     | 8    | 9     | 10  |
| -------- | --- | --- | -- | ------ | ---- | ---- | ----- | ---- | ----- | --- |
| Zahlwort | thu | zal | ci | huth ? | mach | śa ? | semph | cezp | nurph | śar |

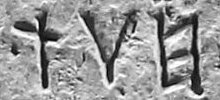
Inschrift hut als Zahlwort für 4 oder 6 auf dem Cippus Perusinus

Hauptargument für die Identifizierung von huth mit 6 und śa mit 4 sind die Inschriften auf den Würfeln von Tuscania, auf denen die Augenzahl nicht wie üblich mit Kreisen, sondern mit Zahlwörtern angegeben wird. Auf den Würfeln liegt huth jeweils thu, also 1 gegenüber, und śa jeweils ci, also 3. Die beiden häufigsten Anordnungen gegenüberliegender Augenzahlen sind (1–6, 2–5, 3–4) und (1–2, 3–4, 5–6) und folgen der Additionsregel „Die Augensumme ist 7“ bzw. der Subtraktionsregel „Die Augendifferenz ist 1“. Aufgrund der unstrittigen Identifizierung von thu mit 1, zal mit 2 und ci mit 3 scheidet die zweite Regel aus. Sofern die Inschriften der Summenregel folgen, ist huth mit 6 und śa mit 4 zu identifizieren.
Dagegen wird vorgebracht, dass nicht alle etruskischen Würfel nach der Additions- oder Subtraktionsregel angefertigt wurden. Außerdem nannten die Pelasger die attische Tetrapolis (Vierstadt) Huttenia oder Hyttenia. Die Pelasger, eine prähistorische nicht-griechischsprachige Volksgruppe in Griechenland, sprachen wahrscheinlich eine der ägäischen Sprachen, zu denen auch die etruskische Sprache zählen könnte. Die Silbe hut könnte demnach auch im Etruskischen für 4 stehen. Zudem sind in der Tomba dei Caronti in Tarquinia vier Abbildungen von Unterweltsdämonen (Charunen) zu sehen. Die vierte Abbildung von links gezählt hat die beigefügte Inschrift Charun huths, was man als der vierte Charun oder Charun (Nr.) 4 interpretieren kann. Das wohl wichtigste Argument ist die lautliche Ähnlichkeit von huth als 4 und śa als 6 zu entsprechenden Zahlwörtern aus verschiedenen indogermanischen Sprachen.
| Zahl | Deutsch | Latein   | Griechisch | Sanskrit | Etruskisch |
| ---- | ------- | -------- | ---------- | -------- | ---------- |
| 1    | eins    | unus     | hen        | eka      | thu        |
| 2    | zwei    | duo      | dyo        | dvi      | zal        |
| 3    | drei    | tres     | treis      | tri      | ci         |
| 4    | vier    | quattuor | tettares   | catur    | huth       |
| 5    | fünf    | quinque  | pente      | panca    | mach       |
| 6    | sechs   | sex      | hex        | śat      | śa         |
| 7    | sieben  | septem   | hepta      | sapta    | semph      |
| 8    | acht    | octo     | okto       | aśta     | cezp       |
| 9    | neun    | novem    | ennea      | nava     | nurph      |
| 10   | zehn    | decem    | deka       | daśa     | śar        |
| 20   | zwanzig | uiginti  | weikosi    | vimśati  | zathrum    |
| 30   | dreißig | triginti | triakonta  | trimśat  | cialch     |